# Consejo Estratégico Franco-Mexicano
El Consejo Estratégico Franco-Mexicano (Conseil stratégique franco-mexicain) es un organismo de integración y cooperación entre Francia y México creado para dar un impulso a las relaciones diplomáticas y económicas entre ambos países. Fue creado por acuerdo de los presidentes Enrique Peña Nieto, de México, y François Hollande, de Francia y conformado por importantes personalidades de los ámbitos cultural, económico y político de ambos países. Comenzó a funcionar el 15 de julio de 2013.

## Historia
La creación del consejo fue una idea resultante de la visita de Enrique Peña Nieto a Francia que realizó cuando ya era presidente electo pero antes de asumir el cargo el 17 de octubre de 2012, a manera de relanzamiento de las relaciones internacionales México-Francia que se habían visto disminuidas a causa del caso Florence Cassez que estuvo en prisión en México por delitos de secuestro y crimen organizado.
En junio de 2013 se anunció los nombres de las personalidades que presidirían el consejo. Se nombró una presidencia compartida que del lado mexicano pertenece al excanciller Jorge Castañeda Gutman y por Francia el diplomático Philippe Faure.
El 15 de julio de 2013 se instaló oficialmente el Consejo y el mismo día se anunciaron las personalidades que lo formarían, instalándose por primera vez en México en el Palacio Nacional.
La siguiente sesión del Consejo fue plenaria y tuvo lugar el 6 de noviembre de 2013, en el Palacio del Elíseo con la presencia de François Hollande.
La comisión presentó su primer informe de trabajo el 20 de marzo de 2014, que fue aceptado por los presidentes de ambos países durante la visita oficial de estado que realizó Hollande a México el 10 y 11 de abril de 2014, en donde se reveló que el consejo está trabajando en cinco temas: aeronáutica, energía, cooperación en salud, desarrollo urbano y cultura.

## Integrantes
Los integrantes de la comisión fueron anunciados el 15 de julio de 2013 en la sesión de instalación del consejo, encabezado por José Antonio Meade Kuribreña y Laurent Fabius, cancilleres de México y Francia, respectivamente y el presidente Enrique Peña Nieto. Todos los puestos son honoríficos.
Por México
- Copresidente: Jorge Castañeda Gutman
- Miguel Alemán Velasco, Presidente de Interjet
- Emilio Azcárraga Jean, Presidente de Televisa
- Eloy Cantú Segovia, Diputado en la LXII Legislatura del Congreso de la Unión
- Fernando Chico Pardo, Presidente de Aeropuertos del Sureste
- Gabriela Cuevas Barrón, Presidenta de la Comisión de Relaciones Exteriores del Senado
- Luis de la Calle, Presidente de De la Calle, Madrazo, Mancera S.C.
- Carlos Elizondo Mayer-Serra, ex-Representante permanente de México ante la OCDE
- Juan Gallardo Thurlow, Presidente de Grupo GEPP
- Armando Garza Sada, Presidente de Administración de ALFA
- Salma Hayek Pinault, Reconocida actriz y empresaria cinematográfica a nivel mundial
- Alberto Ruy Sánchez Lacy, Artes de México
- Eduardo Tricio Haro, Presidente de Aeroméxico y de Grupo Lala

Miembros franceses
- Copresidente: Philippe Faure
- Véronique Cayla, presidente de Arte
- Régis Debray, escritor
- Mireille Faugère, directora general de la Asistencia Pública en los Hospitales de París (AP-HP)
- Jean-Paul Herteman, presidente director general de Safran
- Henri Lachmann, presidente del Consejo de Schneider Electric
- Henri Loyrette, antiguo presidente del Museo del Louvre
- Gérard Mestrallet, presidente director general de GDF Suez
- Pierre Mongin, presidente de la RATP
- Christophe Navarre, presidente director general del Grupo Moët Hennessy
- Jean-Noël Jeanneney, historiador, exsecretario de Estado para la Comunicación, antiguo Presidente de Radio-France
- Denis Ranque, presidente del Consejo de Administración de EADS
- Frank Riboud, presidente director general del Grupo Danone
- Michel Vauzelle, presidente de la región Provence-Alpes-Côte d’Azur, presidente del Grupo de Amistad Francia-México en la Asamblea Nacional